# Diadème
Diadème byly francouzské umělé družice Země s hmotností 23kg, které vynesla na oběžnou dráhu nosná raketa Diamant.
- Diadème-1 (D1C)
- Diadème-2 (D1D)

Diadème 1 startovala 8. února 1967 na dráhu 576 -1354 km, se sklonem 40 °. Uskutečňovala geodetické měření. Diadème 2 startovala 15. února 1967. Obě družice startovaly z kosmodromu Hammaguir.